# Scarlet (Doja Cat)
Scarlet è il quarto album in studio della cantante e rapper statunitense Doja Cat, pubblicato il 22 settembre 2023 dalla Kemosabe e RCA.
Seguito del predecessore Planet Her (2021), l'album si discosta musicalmente dalle precedenti sonorità adottate dalla cantante, attestandosi sul rap, hip hop e contemporary R&B. Il progetto è stato supportato dai singoli ufficiali Paint the Town Red e Agora Hills e i singoli promozionali Attention, Demons e Balut. Commercialmente, Scarlet ha esordito tra le prime cinque posizioni della Billboard 200, divenendo il secondo album consecutivo dell'artista a riuscirci, ottenendo lo stesso risultato nelle classifiche di Australia, Canada e Regno Unito.

## Antefatti
Dopo essere stata nominata ai BET Awards come miglior artista hip hop femminile nel maggio 2021, Doja Cat è stata criticata sui social media per essere «troppo pop» per essere considerata una rapper. La rapper ha risposto alle critiche su Twitter, scrivendo: «Non mi mancate di rispetto come rapper. Dopo l'ultima canzone che ho pubblicato, rispetterete la mia penna e basta». Ha approfondito ulteriormente durante un'intervista a Rolling Stone a dicembre, dichiarando: «Chiunque dica che non sono una rapper sta mentendo. Non sanno di cosa parlano». Qualche giorno dopo aver pubblicato il pezzo, Doja Cat ha rivelato tramite una live di Instagram che era interessata a creare un album doppio, con un disco focalizzato sulle sue sonorità pop rap e l'altro contenente 12 canzoni hip hop prodotte da 9th Wonder e Jay Versace.
In un'intervista a Elle del maggio 2022, Doja Cat ha risposto alle affermazione secondo cui non fosse una rapper nel «senso tradizionale» dichiarando di «aver rappato sin dall'inizio, e non riuscivo nemmeno a cantare così bene all'inizio — sono migliorata molto. Uso la mia voce come uno strumento per creare questi mondi, e va bene se la gente pensi che io non sappia rappare». Ha anche confermato che il suo prossimo quarto album in studio sarebbe stato «prevalentemente rap». Nell'aprile 2023 ha rafforzato il concetto dichiarando di "non voler più fare pop" e di essere d'accordo con "tutti quelli che dicono che la maggioranza dei miei versi rap sono mediocri e banali. Lo so che lo sono. Non stavo cercando di provare niente, mi piace solo fare musica. Ma sono stanca di sentirmi dire che non posso fare rap, così lo farò". Doja Cat ha anche descritto i suoi precedenti album come "fonti di denaro facile" e "hit pop digeribili". Il 26 aprile lo speaker radiofonico Ebro Darden ha dichiarato di aver avuto l'opportunità di ascoltare circa 8 canzoni del nuovo album mentre era ancora "alle fasi iniziali", affermando di "aver sentito pezzi rap". Dopo avergli chiesto circa i potenziali produttori, ha risposto: "Credo che nemmeno li conosciamo. Sono sicuro che abbia il suo gruppo di produttori". Il 27 agosto 2023 la rapper ha annunciato che l'album era stato ultimato.

## Ideazione

### Simbolismo

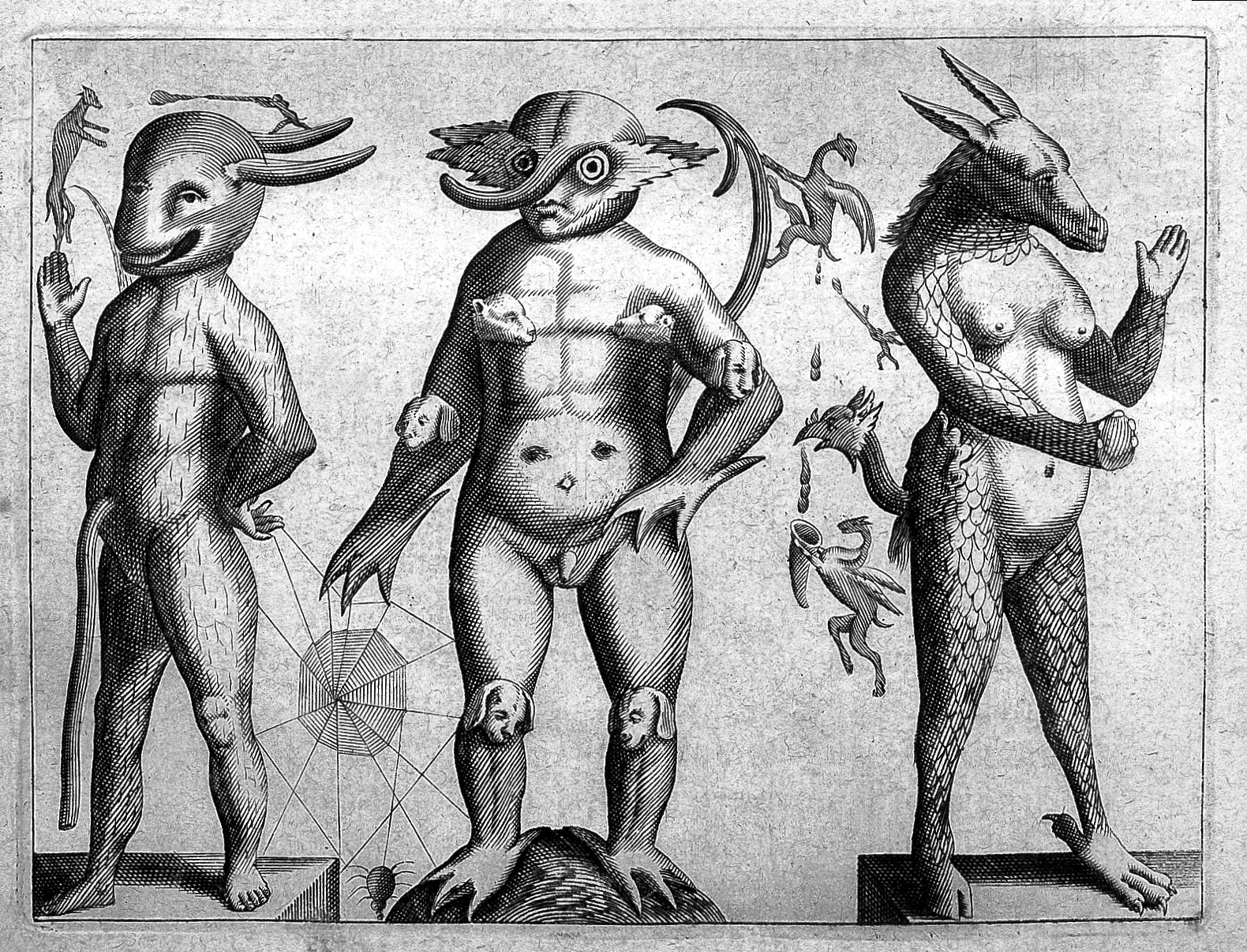
Durante la registrazione dell'album Doja Cat si è fortemente ispirata a immagini dell'occulto, come il De monstris (1655) di Fortunio Liceti.

In vista della pubblicazione dell'album, Doja Cat un'estetica e un'immagine più cupa, dichiarando di avere "molti sentimenti e rabbia repressa" che desiderava esprimere attraverso la bellezza, descrivendo inoltre il suo stile come "punk", "sperimentale" e "maniacale". La cantante si è inizialmente rasata capelli e sopracciglia, per poi farsi una serie di tatuaggi, inclusa una creatura presa dal De Monstris (1655) di Fortunio Liceti sul braccio, una falce intorno all'orecchio, così come lo scheletro di un pipistrello sulla schiena, a simboleggiare "un nuovo inizio". Delle volte ha anche indossato delle lenti a contatto rosse e del trucco che ricordava il sangue. Tale simbolismo è stato mantenuto anche nei singoli Attention e Paint the Town Red, nel cui relativo video vengono utilizzati dei dipinti occulti fatti dalla stessa Doja come sfondi per le varie scene del video. Anche il terzo singolo, Demons, la rapper mantiene vivido il collegamento al simbolismo e all'occulto sia nel titolo sia nel video musicale di accompagnamento, nel quale Doja Cat interpreta la figura di un demone. Molti fan l'hanno criticata per questo cambiamento d'immagine, da molti ritenuto "demoniaco" e "spaventoso", accusandola di essere una satanista e un membro degli Illuminati. La cantante non è stata minimamente scalfita da questi commenti, scrivendo un tweet nel febbraio 2023 che le è piaciuto "giocare con l'ignoranza delle persone e la stupidità delle persone per la [sua] felicità e guadagno personale", e poi nuovamente nell'aprile 2023 rivolgendosi ai suoi fand e scrivendo "le vostre paure non sono un mio problema".

### Titolo

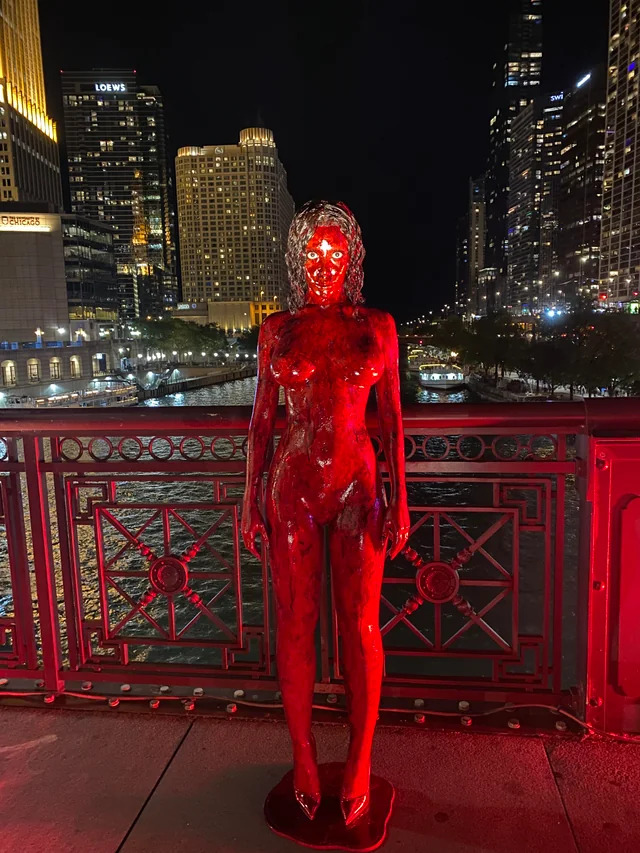
Una statua di cera raffigurante l'alter ego Scarlet a Chicago.

Nel marzo 2023, Doja Cat ha condiviso il nome Hellmouth come possibile titolo dell'album. Ad aprile la cantante non era sicura che il nome sarebbe rimasto invariato e in seguito, in un'intervista al periodico Interview, ha dichiarato che non c'era ancora un nome deciso per l'album, con il titolo provvisorio soggetto a potenziali modifiche. Mentre parlava con il Time per la loro lista annuale di persone influenti, ha dichiarato che "potrei semplicemente scherzare con tutti e poi ribaltare totalmente la situazione. Ma mi piace l'idea di Hellmouth perché suono bene. E poi è provocatorio." Il 9 maggio ha rivelato un altro titolo attraverso le sue pagine social, First of All, per poi ritrattare il 15 maggio. In una intervista a Business Insider del 26 maggio, Doja Cat ha rivelato che il motivo per cui cambia il titolo in continuazione è dovuto a una combinazione di indecisione e crowdsourcing. Ha descritto il suo processo di selezione di un titolo di un album come se "mettessi in mostra il mio ADHD - per sbaglio, credo. Pensavo che Hellmouth fosse un nome per l'album, ma mi sbagliavo. Ma sono brava a fare le cose all'ultimo minuto. Così ho iniziato a lanciare cose a caso e a leggere commenti e vedere come le persone li recepiscono e poi, sai, ho detto molte volte 'no, sto solo scherzando'". Ha concluso l'intervista dicendo di essere sicura di aver trovato il nome dell'album, aggiungendo "E no, non è First of All". In un articolo di Harper's Bazaar del 16 agosto 2023, l'autrice Angie Martinez ha confermato che il titolo ufficiale dell'album sarebbe stato Scarlet.
"Scarlet" è l'alter ego adottato dalla cantante che simboleggia la rinascita, la "reinterpretazione di sé", "la nascita di una nuova creatività, un nuovo pensiero o un nuovo stile di esprimersi". Dopo aver scritto su Twitter "Scarlet è qui", l'alter ego ha fatto il suo debutto nel video di Attention, dove viene raffigurata nuda e ricoperta di sangue dalla testa ai piedi. In seguito sono state dislocate diverse statue di cera in svariati luoghi pubblici negli Stati Uniti, come la metropolitana o al Tompkins Square Park di New York.

### Copertina
Il 29 agosto 2023 Doja Cat una copertina dell'album su Instagram, che presentava un dipinto di un grande aracnide rosa e una piccola goccia di sangue, senza alcun testo. I fan hanno poi notato che era praticamente identica alla copertina del terzo album in studio della band metalcore tedesca Chaver, Of Gloom, la cui uscita è prevista lo stesso giorno di Scarlet. Entrambe le copertine sono state ideate dall'artista american Dusty Ray, sul quale i Chaver hanno scritto che "è stato con noi sin dal nostro primo album". Doja Cat ha poi eliminato il post dal suo Instagram il giorno seguente, mentre il post dei Chaver è rimasto online e la band ha continuato a promuovere l'album con la stessa copertina. La rapper ha rivelato un aggiornamento della copertina il giorno dopo ancora, che presenta due perle rosate che rimandano all'immagine di due ragni invece degli aracnidi rosa.

## Composizione
Durante un'intervista a Variety del febbraio 2023, Doja Cat ha dichiarato che Scarlet si discosterà dalle "cose rosa e frivole" e dai "suoni pop e scintillanti" per cui era diventata famosa, ipotizzando invece una direzione più "mascolina" delle sonorità. La rapper ha dichiarato di aver intenzionalmente portato a credere giornalisti e fan che il suo album sarebbe stato ispirato dalla musica elettronica tedesca degli anni '90, dal rock, dall'avant-garde jazz e dall'R&B, piuttosto che dal rap. In ogni caso, in seguito è stato confermato che il prossimo album sarà incentrato prevalentemente sull'hip hop e sull'R&B, nonostante Doja Cat abbia confermato che l'album conterrà unicamente tracce rap. La rapper ha ammesso di essersi stufata di creare canzoni pop, aggiungendo che quel genere non le appartiene più.
In una intervista a Rolling Stone nel giugno 2023, Doja ha ammesso che, per la creazione dell'album, si è ispirata a interpreti e stili musicali con i quali è cresciuta, come Erykah Badu, John Coltrane e l'hip hop degli anni '90.
Doja Cat ha dichiarato che i primi tre singoli estratti da Scarlet sono stati tutti scritti in un periodo precedente alla stesura delle altre canzoni a Malibu, in California, avvenuto nell'arco di dieci giorni, aggiungendo che le canzoni registrate in questo secondo periodo saranno di uno stile e una natura differente.

## Pubblicazione e promozione

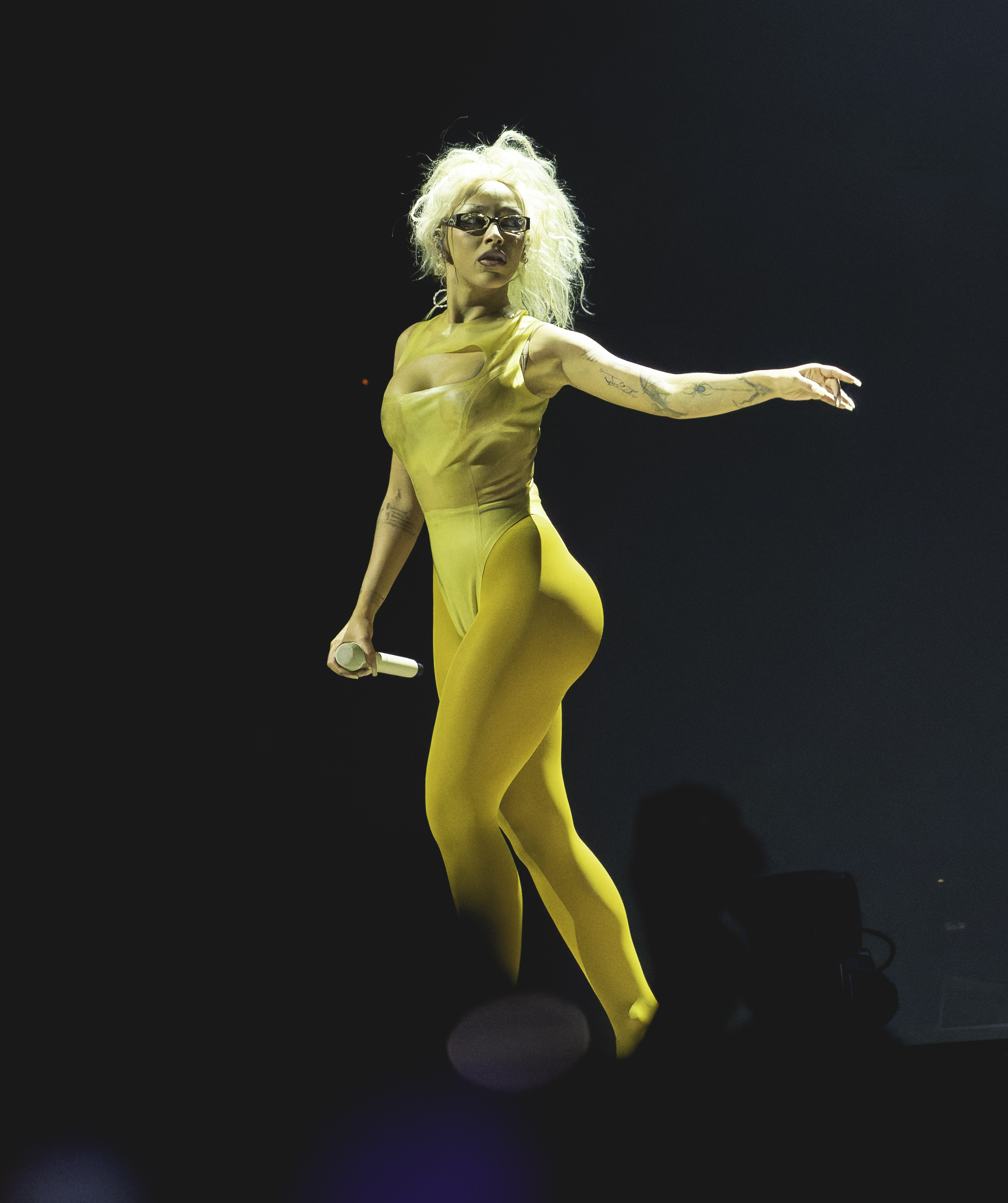
Doja Cat mentre si esibisce all'O_{2} nell'ambito del Scarlet Tour, 14 giugno 2024

### Singoli
Paint the Town Red, il primo singolo ufficiale estratto da Scarlet, è stato pubblicato il 4 agosto 2023, ed ha ottenuto un ampio successo commerciale a livello globale. La canzone ha raggiunto la vetta delle principali classifiche mondiali tra cui Stati Uniti, Regno Unito, Australia, Irlanda e Nuova Zelanda.
Agora Hills è stato pubblicato come secondo estratto dall'album in concomitanza con il giorno di pubblicazione di Scarlet, il 22 settembre 2023. Il brano ha raggiunto la top 10 della Billboard Hot 100 statunitense.
L'album è stato anticipato da tre singoli promozionali. Attention è stato pubblicato come primo singolo promozionale il 16 giugno 2023, unitamente al suo video musicale di accompagnamento che è stato diretto da Tanja Muïn'o. Ha raggiunto la Top 40 delle classifiche mondiali, tra le quali quelle di Stati Uniti, Regno Unito e Australia. Demons, secondo singolo promozionale, è stato pubblicato il 1º settembre 2023 insieme al suo video musicale che ha visto la regia di Christian Breslauer e la co-interpretazione dell'attrice americana Christina Ricci. Balut è stato pubblicato a sorpresa il 15 settembre 2023 come terzo singolo promozionale, senza nessun annuncio pregresso.

### Tournée
Il 23 giugno 2023 Doja Cat ha annunciato le date nordamericane del Scarlet Tour, esattamente 67 giorni prima di rivelare Scarlet come titolo ufficiale dell'album. Prima tournée della cantante in quattro anni, il Scarlet Tour ha avuto inizio il 31 ottobre 2023 a San Francisco ed è stato esteso al continente europeo fino all'estate 2024.

## Accoglienza
| Recensione                | Giudizio |
| ------------------------- | -------- |
| The Arts Desk             |          |
| Clash                     | 6/10     |
| The Guardian              |          |
| The Independent           |          |
| The Line of Best Fit      | 9/10     |
| NME                       |          |
| Pitchfork                 | 5.9/10   |
| Slant Magazine            |          |
| The Sydney Morning Herald |          |

Scarlet ha ricevuto recensioni miste dalla critica specializzata, che ne ha apprezzato le capacità dell'artista di aderire ai generi musicali adottati nel progetto e la maturità nella scrittura dei testi, sebbene il risultato finale del progetto sia stato identificato come lungo e ripetitivo. Su Metacritic, che aggrega varie recensioni, l'album ha ottenuto un punteggio di 72 su 100 basato su dieci recensioni, indicando «recensioni generalmente positive».
In una recensione positiva, PJ Somerville di The Line of Best Fit ha definito il progetto «a tutti gli effetti un nuovo mondo» della cantante, risultando «pieno di spavalderia, volgarità, campioni soul e batterie martellanti» e «omaggi agli ultimi 50 anni di hip-hop». Segnando «un netto distacco dai suoi precedenti sforzi commerciali», il recensore nota nei versi «molta rabbia e, sorprendentemente, molta più introspezione». Anche Roisin O' Connor di The Independent ha apprezzato l'approccio «più serioso» che Doja ha avuto la musica e l'immagine dell'album, notando incorporazioni dello stile di rapping di Nicki Minaj in Gun, D'Angelo in Often e Kendrick Lamar in Demons.
Recensendo l'album in maniera meno positiva, Madeline Smith di Clash ha riportato che sebbene «la direzione visiva morbosa è certamente all'altezza dell'annuncio del disco, [...] la vitalità e l'inclinazione per il macabro non si traducono nel suono». Smith definisce l'artista «più matura dal punto di vista sonoro e tematico» con tracce «più complete e più avventurose» e «autoconsapevolezza nei testi», ma che, dopo il brano Go Off , si accostano una serie di «brani riempitivi non necessari». Anna Gaca di Pitchfork definisce Scarlet un album «senza caratteristiche», che sebbene «afferma la capacità di Doja di fare rap», esso risulta oltre «reattivo e ripetitivo» nelle tematiche che confluiscono nella «ripresa non sorprendente dell'hip-hop tradizionalista a repliche taglienti agli insulti della scorsa stagione», ritenendolo nel complesso «una serie epuratoria di canzoni dal ritmo simile che suonano come echi progressivamente meno profondi» rispetto ai singoli estratti.
Nick Levine di NME ha notato che Scarlet si presenti  «diviso in due metà», in cui nella prima Doja Cat appare «combattiva», per poi virare a metà verso una visione «più sensuale e riflessiva». Levine aggiunge che ci sono alcuni punti in cui l'album viene percepito come «estremamente lungo» e  «leggermente ripetitivo». D'accordo con Levine, Alexis Petridis del The Guardian ha scritto che Scarlet ha perso la  «scattante brevità» tipica di Planet Her per via del cambio di genere. Il critico è anche convinto che i recenti fatti avvenuti sui social media di Doja Cat abbiano anche distorto quella nota poetica che si può trovare sulle canzoni d'amore di Scarlet.

## Tracce
Testi di Amala Zandile Dlamini.
1. Paint the Town Red – 3:51 (musica: Burt Bacharach, Hal David, Isaac Earl Bynumn, Baptiste Kouame, Karl Rubin, Ryan Buendia)
2. Demons – 3:15 (musica: David Lewis Doman, Christina Doman)
3. Wet Vagina – 3:12 (musica: Kurtis McKenzie, Oliver Rodigan, Jiseok Lee, Sung Woo Lee)
4. Fuck the Girls (FTG) – 2:32 (musica: Kurtis McKenzie, Mike Riley, Elliot Dubock, Amil Raja)
5. Ouchies – 2:02 (musica: London Holmes, Devon Rhys Roberts, Sean Momberger, Philip Cornish, Tommy Brown, Luther Campbell)
6. 97 – 3:01 (musica: Sam Barsh, Jahlil Gunter)
7. Gun – 3:01 (musica: Kurtis McKenzie, Lee Stashenko, Aubrey Robinson)
8. Go Off – 3:17 (musica: Kurtis McKenzie, Lee Stashenko)
9. Agora Hills – 4:25 (musica: Isaac Earl Bynumn, Gentuar Memishi, Bennett Pepple, Baptiste Kouame, Brian Holland, Michael Smith)
10. Can't Wait – 3:55 (musica: Isaac Earl Bynumn, Baptiste Kouame, Jasper Harris, Presley Regier, Aaron Shadrow, Roy C. Hammond)
11. Often – 3:18 (musica: Jahlil Gunter, Ben Nartey, Derex Williams)
12. Love Life – 3:56 (musica: Jahlil Gunter, Ben Nartey)
13. Skull and Bones – 4:08 (musica: Austin Owens, Adrian Sealy, Derek Kastal, Justin Robbins, Leonard LaTouche, Marcus Rucker)
14. Attention – 4:37 (musica: Amala Zandile Dlamini, Ari David Starace, Rogét Chahayed)
15. Balut – 3:27 (musica: Amala Zandile Dlamini, Ari David Starace, Rogét Chahayed, Kurtis McKenzie)

Tracce bonus nell'edizione digitale
1. Shutcho – 3:07 (musica: Isaac Earl Bynumn, Gentuar Memishi, Bennett Pepple, Eric Stewart, Graham Gouldman)
2. WYM Freestyle – 2:04 (musica: Kurtis McKenzie, Bradley Powell, Sergio Romero)

Note
- Paint the Town Red contiene campionamenti tratti da Walk On By, scritta da Burt Bacharach e Hal David e eseguita da Dionne Warwick.
- Ouchies contiene campionamenti tratti da Come On, scritta da Luther Campbell e eseguita da Luke.
- Agora Hills contiene campionamenti tratti da All I Do Is Think of You, scritto da Brian Holland e Michael Lovesmith, nella versione eseguita dai Troop.
- Shutcho contiene campionamenti tratti da I'm Not in Love, scritto da Eric Stewart e Graham Gouldman e eseguita dai 10cc.
- Can't Wait contiene campionamenti tratti da Impeach the President, scritta da Roy C. Hammond e eseguita dai Honey Drippers.
- Balut contiene cori di Ric Flair.

## Formazione
- Doja Cat – voce, produzione esecutiva
- Dale Becker – mastering (tracce 1, 5, 15)
- Mike Bozzi – mastering (2–4, 6–14, 16, 17)
- Șerban Ghenea – missaggio (1)
- Neal Pogue – missaggio (2–4, 6–8, 10–14, 16, 17)
- Jesse Ray Ernster – missaggio (5)
- Rian Lewis – missaggio (9), registrazione (tutte le tracce)
- Jeff Ellis – missaggio (15)
- Bryce Bordone – ingegnere del suono (1)
- Sam Barsh – ingegnere, tastiera (6)
- Julian Vasquez – ingegnere (16), registrazione (15, 16)
- Katie Harvey – assistente ingegnere (1, 5)

## Classifiche
| Classifica (2023) | Posizione massima |
| ----------------- | ----------------- |
| Australia         | 5                 |
| Austria           | 22                |
| Belgio (Fiandre)  | 30                |
| Belgio (Vallonia) | 23                |
| Canada            | 4                 |
| Croazia           | 18                |
| Danimarca         | 15                |
| Finlandia         | 16                |
| Francia           | 12                |
| Germania          | 29                |
| Irlanda           | 13                |
| Islanda           | 21                |
| Italia            | 22                |
| Lettonia          | 1                 |
| Lituania          | 5                 |
| Norvegia          | 4                 |
| Nuova Zelanda     | 2                 |
| Paesi Bassi       | 6                 |
| Polonia           | 11                |
| Regno Unito       | 5                 |
| Repubblica Ceca   | 6                 |
| Slovacchia        | 4                 |
| Spagna            | 28                |
| Stati Uniti       | 4                 |
| Svezia            | 14                |
| Svizzera          | 11                |
| Ungheria          | 21                |

## Scarlet 2 Claude
Un'edizione deluxe dell'album, intitolata Scarlet 2 Claude, è stata pubblicata il 5 aprile 2024 dalla Kemosabe e RCA. Scarlet 2 Claude contiene un totale di sette nuove tracce e nuovi featuring, tra cui collaborazioni con ASAP Rocky e Teezo Touchdown.
La deluxe è stata supportata dall'estratto radiofonico Okloser, pubblicato il 23 aprile successivo.

### Antefatti e pubblicazione
Durante una intervista concessa al The Therapy Gecko Podcast nel febbraio 2024, Doja Cat ha dichiarato che a breve avrebbe pubblicato l'edizione deluxe di Scarlet, provvisoriamente intitolata Scarlet 2: Claude Frollo. Il 29 marzo la rapper ha annunciato l'uscita di Masc, condividendo anche la copertina della versione deluxe dell'album.
Scarlet 2 Claude è stato pubblicato il 5 aprile 2024, in concomitanza col brano Masc, il quale vede la partecipazione dell'artista Teezo Touchdown. Simultaneamente è stato pubblicato anche un video musicale d'accompagnamento del singolo, diretto dalla stessa Doja Cat e da Jamal Peters. Il 23 aprile 2024 il brano Okloser ha fatto la sua comparsa nelle rhytmic contemporary radio statunitensi, venendo estratto come secondo singolo dell'album.
Il 17 maggio successivo, all'album sono state aggiunte delle versioni alternative dei brani Disrespectful, Acknowledge Me e Shucho, ri-registrate con la partecipazione del gruppo sudafricano The Joy con i quali Doja Cat si era esibita in occasione del Coachella Festival del 2024.

### Titolo e copertina
Scarlet 2 Claude prende il titolo da Claude Frollo, principale antagonista del romanzo del 1831 di Victor Hugo Notre-Dame de Paris. Al The Therapy Gecko Podcast la rapper ha dichiarato di aver preso ispirazione dal personaggio di Claude Frollo in quanto ritiene che la sua personalità tirannica "è in qualche modo connessa alla storia di Scarlet" e serve "come metafora delle persone che i creativi sopportano quotidianamente in quadro più grande, su una scala più grande".
Riguardo la copertina dell'album, alcuni fan hanno commentato che l'immagine ricordava o lana oppure peli pubici. L'artista ha aspramente criticato queste osservazioni, dichiarando: «Ho chiesto a un fotografo di scattare una foto della parte superiore della mia testa. L'abbiamo ingrandita e abbiamo fatto in modo che la copertina del mio album fossero i miei capelli».

### Tracce

#### CD1
1. Acknowledge Me – 3:10 (Amala Zandile Dlamini, Darhyl Campre)
2. Disrespectful – 2:36 (Amala Zandile Dlamini, James Austin Cyr, PJ Escobar, Timon Behar, Yann Cortequisse)
3. Urrrge!!!!!!!!!! (feat. A$AP Rocky) – 2:32 (Amala Zandile Dlamini, Derrick Hill, Kelvin J N Magnusen, Kory Fernie, Michael Holmes, Rakim Mayers, Tyler Jones)
4. OKLoser – 2:49 (Amala Zandile Dlamini, Carter Lang, David Sprecher, Jared Solomon, Jasper Harris, Kevin Yancey)
5. Masc (feat. Teezo Touchdown) – 3:25 (Aaron Thomas, Amala Zandile Dlamini, brensean winston, Darryl Clemons, Kevin Andre Price, Mathias Liyew, Thomas Lumpkins)
6. Piss – 2:35 (Alex Petit, Amala Zandile Dlamini, Henri Velasco)
7. Headhigh – 3:19 (Amala Zandile Dlamini, Emil Larbi, Kurtis McKenzie)

#### CD2
1. Paint the Town Red – 3:51
2. Demons – 3:15
3. Wet Vagina – 3:12
4. Fuck the Girls (FTG) – 2:32
5. Ouchies – 2:02
6. 97 – 3:01
7. Gun – 3:01
8. Go Off – 3:17
9. Shutcho – 3:07
10. Agora Hills – 4:25
11. Can't Wait – 3:55
12. Often – 3:18
13. Love Life – 3:56
14. Skull and Bones – 4:08
15. Attention – 4:37
16. Balut – 3:27
17. WYM Freestyle – 2:04

Durata totale: 57:08

#### CD3
1. Disrespectful (feat. The Joy) – 3:24
2. Aknowledge Me (feat. The Joy) – 3:43
3. Stutcho (feat. The Joy) – 4:30

Durata totale: 11:37

### Classifiche
| Classifica (2024) | Posizione massima |
| ----------------- | ----------------- |
| Nuova Zelanda     | 21                |